# Krasse Knarren (strip)
Krasse Knarren (oorspronkelijke titel: Les vieux fourneaux) is een van oorsprong Franse stripreeks van Paul Cauuet (tekeningen) en Wilfrid Lupano (scenario). De strip wordt uitgegeven door Dargaud.
Het eerste deel won de publieksprijs op het Internationaal stripfestival van Angoulême 2015.

## Albums
1. Doodgaan kan altijd nog (2014)
2. Bonny and Pierrot (2014)
3. Wie vertrekt... (2015)
4. De sprinkhaan (2017)
5. Rijp voor het asiel (2018)
6. Het verstopte oor (2020)
7. Zo heet als de planeet (2022)
8. Voor galg en rad (2024)